# Cepeda la Mora
Cepeda la Mora – gmina w Hiszpanii, w prowincji Ávila, w Kastylii i León, o powierzchni 31,4 km². W 2011 roku gmina liczyła 89 mieszkańców.